# Acaeroplastes syriacus
Acaeroplastes syriacus är en kräftdjursart som beskrevs av Karl Wilhelm Verhoeff 1967. Acaeroplastes syriacus ingår i släktet Acaeroplastes och familjen Porcellionidae. Inga underarter finns listade i Catalogue of Life.